# 高陽市

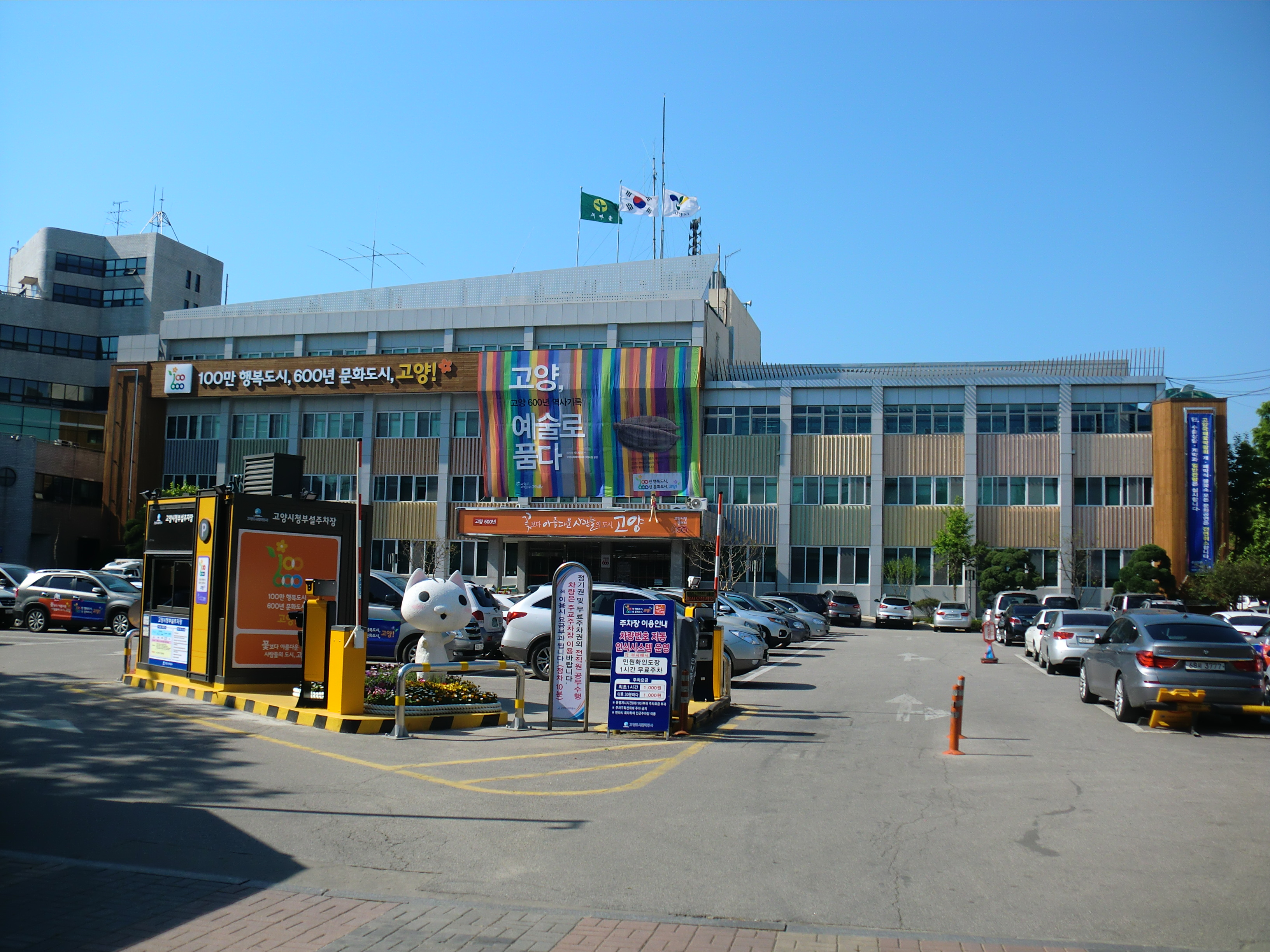
高陽市廳

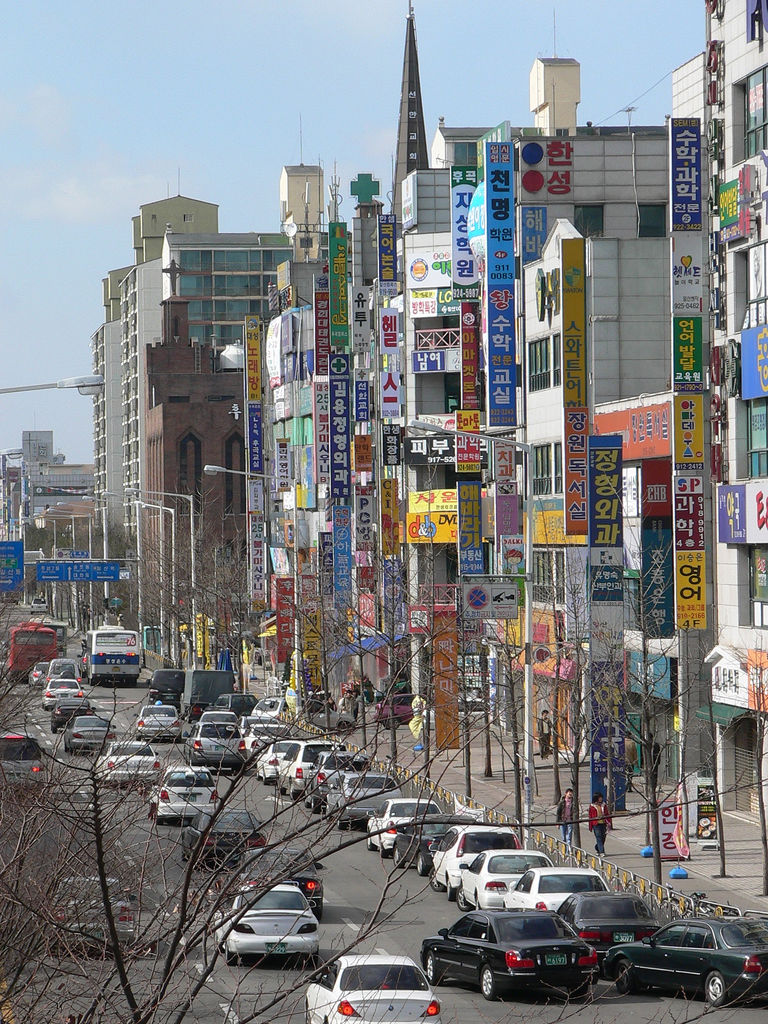
高陽市街景

高陽市（：／ Goyang si */?），是韩国京畿道中西部的特例市，西南側是金浦市、北側是坡州市、東北側是楊州市、東南側是首爾特別市。截至2021年4月，全市人口約有108萬人，是京畿道第二大城市和首都圈第四大城市。

## 行政區劃
- 德陽區（덕양구）
- 一山東區（일산동구）
- 一山西區（일산서구）

## 歷史
高陽市的前身是高陽郡，本來是高峰縣及德陽縣兩個縣。
高峰縣的歷史比較長，早在高句麗時代已有人定居，當時屬於達乙省縣。統一新羅時代，改名為高峰縣；到高麗時代又改名為德陽縣。朝鮮太宗13年（1413年），從兩縣建郡，並從每個縣的名字裡抽取一字作市的名稱結合，成為高陽郡。成宗2年(1471年)，因為高陽縣是敬陵和昌陵的所在，所以高陽縣被昇格成為高陽郡。燕山君10年(1504年)時，高陽郡曾一度被廢置，但到兩年後中宗即位後又再恢復。
1914年，日本殖民政府把京城府的8個面及楊州郡的1個面編入高陽郡。但到了1936年4月1日，高陽市的龍江面(용강면)、延禧面(연희면)、漢芝面(한지면)被編入回到京城府。這些地域現時都屬於首爾西大門區的一部份。
朝鮮半島光復、大韓民國成立後，高陽郡的邊界亦曾有多次變動，隨着首爾市的擴張，高陽郡有不少地區都因此被編入了首爾，直到高陽郡升格為市為止。詳細如下：
- 1949年8月13日：숭인면被編入首爾的城北區，纛島面（뚝도면，包括서뚝도리•동뚝도리•송정리•화양리•모진리•능리•군자리•중곡리•면목리•구의리•광장리•신천리•잠실리•자양리）被編入首爾的城東區成為纛島出張所，恩平面（은평면）被編入首爾的西大門區，東面的九老里、道林里及번대방리被併入京畿道的시여군（現時屬於九老區）[2]。
- 1961年8月7日：高陽郡廳從首爾遷返高陽郡元堂面(원당면)內[3]。
- 1967年：新都面(신도면)設置花田出張所(화전출장소)。
- 1973年7月1日：新都面的舊把撥里、津寬內里及津寬外里被編入西大門區[4]；其餘部份獲昇格為新都邑[4]。
- 1979年5月1日：元堂面獲昇格為元堂邑[5]。
- 1980年12月1日：碧蹄面及中面獲昇格為碧蹄邑及一山邑[6]。
- 1992年2月1日：高陽郡一部份(元堂邑•新都邑•一山邑•碧蹄邑•知道邑•花田邑•松浦邑)實行市制，昇格成為高陽市[7] ，一山地域的新都市住宅地開發開始有居民住進。
- 1996年3月1日：設置德陽區及一山區（朝鲜语：일산구）。
- 2005年5月16日：一山區分割成為一山東區及一山西區。
- 2022年1月13日：升格為「特例市」，根據修訂後的《地方自治法》維持普通市的地位，但賦予更多的行政及財政權限。[8]

## 文化

### 王陵
- 西三陵
- 西五陵

### 古跡
- 幸州山城

### 其他旅遊景點
- 元堂種馬牧場

## 教育
- 韓國航空大學
- 農協大學
- 国际法律经营大学院大学

## 姐妹城市
- 中华人民共和国齊齊哈爾
- 荷蘭海爾許霍瓦德
- 美国聖貝納迪諾
- 大韩民国慶尚北道蔚珍郡
- 中国山东省滨州市

## 外部連結
- 市政府網址 （页面存档备份，存于）
- 高陽市公開目錄 （页面存档备份，存于）